# Departamento Rocha
Rocha ist ein Departamento in Uruguay. Es liegt im Südosten des Landes am Atlantischen Ozean, an der Grenze zu Brasilien.

## Geographie

### Lage
Das Departamento grenzt an die Departamentos Treinta y Tres und Lavalleja im Nordwesten bzw. Westen sowie an Maldonado im Südwesten.

### Bodenschätze
In den Bañados de Rocha im mittleren Osten des Departamentos findet sich Torf. Darüber hinaus existieren bei Aguas Dulces auf einem etwa 35 Kilometer langen Abschnitt zwischen La Paloma und Chuy Vorkommen von Schwarzem Sand (Arenas Negras). Bei La Coronilla lagern Salz, Magnesia, Kaliumsulfat und Gips.

### Siedlungsstruktur
Die Hauptstadt Rocha hat 25.422 Einwohner. Zweitgrößte Stadt ist Chuy an der Grenze zu Brasilien mit 9.675 Einwohnern. (Stand: 2011) Zu den größeren Ansiedlungen des Departamentos zählen Castillos, Lascano, Velázquez und Cebollatí. An der Atlantikküste finden sich zudem zahlreiche Badeorte.

## Geschichte
Das Departamento Rocha entstand auf der Grundlage einer gesetzlichen Regelung vom 7. Juli 1880 durch Abspaltung vom Departamento Maldonado.

## Einwohnerentwicklung
Während 2004 noch 69.937 Einwohner gezählt wurden, betrug die im Rahmen der Volkszählung des Jahres 2011 ermittelte Einwohnerzahl 68.088. Davon waren 33.269 Männer und 34.819 Frauen.

## Infrastruktur

### Bildung
Rocha verfügt über insgesamt elf weiterführende Schulen (Liceos), in denen 6.315 Schüler von 627 Lehrern unterrichtet werden. Das älteste Liceo des Departamentos ist das in der Departamento-Hauptstadt Rocha angesiedelte, 1912 gegründete Liceo Nº 1 Departamental "Cora Vigliola de Renaud". (Stand: Dezember 2008)

### Verkehr
Durch das Departamento führt die Bahnstrecke Montevideo - Rocha. Ferner wird das Departamento von den folgenden Straßen jedenfalls teilweise durchzogen: Ruta 9, Ruta 10, Ruta 13, Ruta 14, Ruta 15, Ruta 16.

### Wirtschaft
Die Wirtschaft basiert auf Landwirtschaft, Fischerei und dem Tourismus. An der Atlantikküste befinden sich viele Badeorte, die wichtigsten sind La Paloma, Cabo Polonio, Valizas, Aguas Dulces, Punta del Diablo, Santa Teresa und Laguna Negra.

## Politik
Die Führungsposition der Exekutive des Departamentos, das Amt des Intendente, hat Artigas Barrios von der Frente Amplio inne.